# Leopold Ackermann
Leopold Ackermann (* 17. November 1771 in Wien; † 9. September 1831 ebenda; Klostername: Petrus Fourerius) war ein österreichischer katholischer Theologe.

## Leben

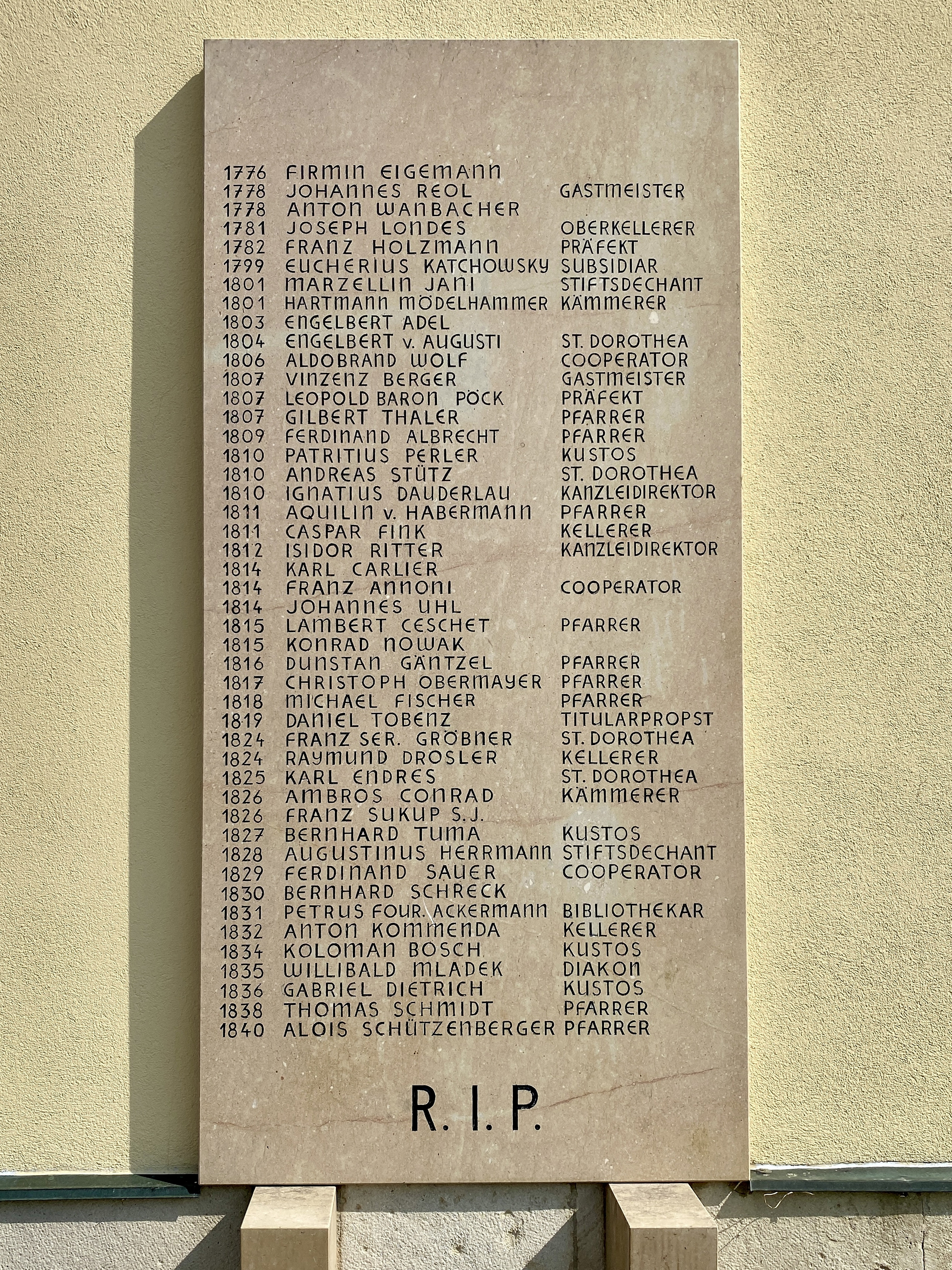
Name von Petrus Fourerius Ackermann an der Chorherren-Gruft

Leopold Ackermann trat am 10. Oktober 1790 den Augustiner-Chorherren von Stift Klosterneuburg bei. Im Folgejahr bezog er die Universität Wien zu einem vierjährigen Theologiestudium. Anschließend wurde er Priester im Stiftshof in Wien und Professor der Archäologie. 1800 zum Bibliothekar des Stifts ernannt, promovierte man ihn zwei Jahre später zum Doktor. Eine Universität aus Ungarn verlieh ihm ihren Ehrendoktor. Die Universität Wien stellte ihn 1806 als Professor des Alten Testaments ein. Die Stelle hatte er bis zu seinem Tode am 9. September 1831 durch einen Schlaganfall inne. Seine Grabstätte befindet sich in der Chorherren-Gruft auf dem Oberen Stadtfriedhof in Klosterneuburg.

## Publikationen
- Introductio in libros Vet. Test. (1825)
- Archaeologia biblica (1826)
- Prophetae minores perpetua annotatione illustrati (1830)